# Gurubira
Gurubira is een kevergeslacht uit de familie van de boktorren (Cerambycidae). De wetenschappelijke naam van het geslacht werd voor het eerst geldig gepubliceerd in 1999 door Napp & Marques.

## Soorten
Gurubira omvat de volgende soorten:
- Gurubira apicalis (Fuchs, 1966)
- Gurubira atramentarius (White, 1855)
- Gurubira axillaris (Klug, 1825)
- Gurubira erythromos Napp & Marques, 1999
- Gurubira spectabilis (Martins & Napp, 1989)
- Gurubira tristis (Chevrolat, 1859)
- Gurubira violaceomaculatus (Gounelle, 1911)